# Murrayina
Murrayina is een geslacht van kreeftachtigen uit de klasse van de Ostracoda (mosselkreeftjes).

## Soorten
- Murrayina ariyalurensis Jain, 1977 †
- Murrayina bicornis (Ulrich & Bassler, 1904) For Ester, 1980 †
- Murrayina crassior (Veen, 1936) Howe & Laurencich, 1958 †
- Murrayina decurtata Al-furaih, 1980 †
- Murrayina dictyolobus (Munsey, 1953) Pooser, 1965 †
- Murrayina dorsicornis (Ulrich & Bassler, 1904) Forester, 1980 †
- Murrayina gibberula (Reuss, 1856) Monostori, 1985 †
- Murrayina grekoffi Rossi De Garcia, 1966 †
- Murrayina gunteri (Howe & Chambers in How et al., 1935) Puri, 1954 †
- Murrayina howei Puri, 1954 †
- Murrayina japonica Tabuki, 1986 †
- Murrayina lacunosa (Jones, 1857) Wilkinson, 1980 †
- Murrayina latimarginata (Speyer, 1863) Yassini, 1969 †
- Murrayina limbata Al-furaih, 1980 †
- Murrayina limburgensis (Veen, 1936) Deroo, 1966 †
- Murrayina lyrata (Reuss, 1856) Witt, 1967 †
- Murrayina macleani Swain, 1974 †
- Murrayina martini (Ulrich & Bassler, 1904) Puri, 1954 †
- Murrayina montensis (Marliere, 1958) Deroo, 1966
- Murrayina radiata (Malkin, 1953) Forester, 1980 †